# 罗伯特·李纪念柱 (新奥尔良)
罗伯特·李纪念柱（Robert E. Lee Monument）位于美国新奥尔良的圣查尔斯大道与霍华德大道相交汇的李氏圆环的中心，1884年竖立，多立克柱顶部为美利坚联盟国将军罗伯特·李的铜像，由亚历山大·多伊尔雕刻。
1991年，罗伯特·李纪念柱列入国家史迹名录。